# Friedrich Dittes

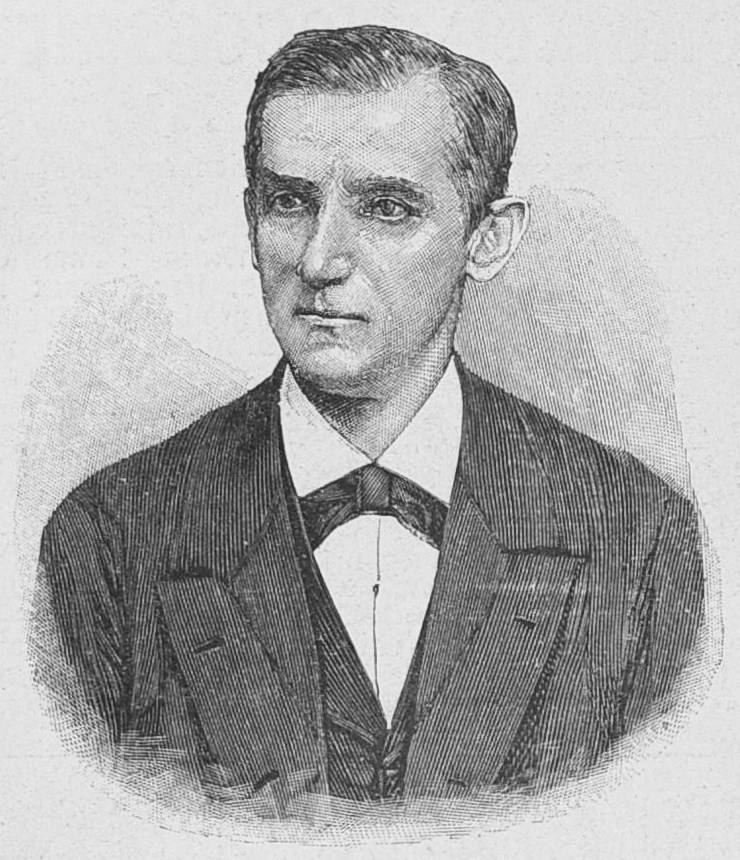
Friedrich Dittes

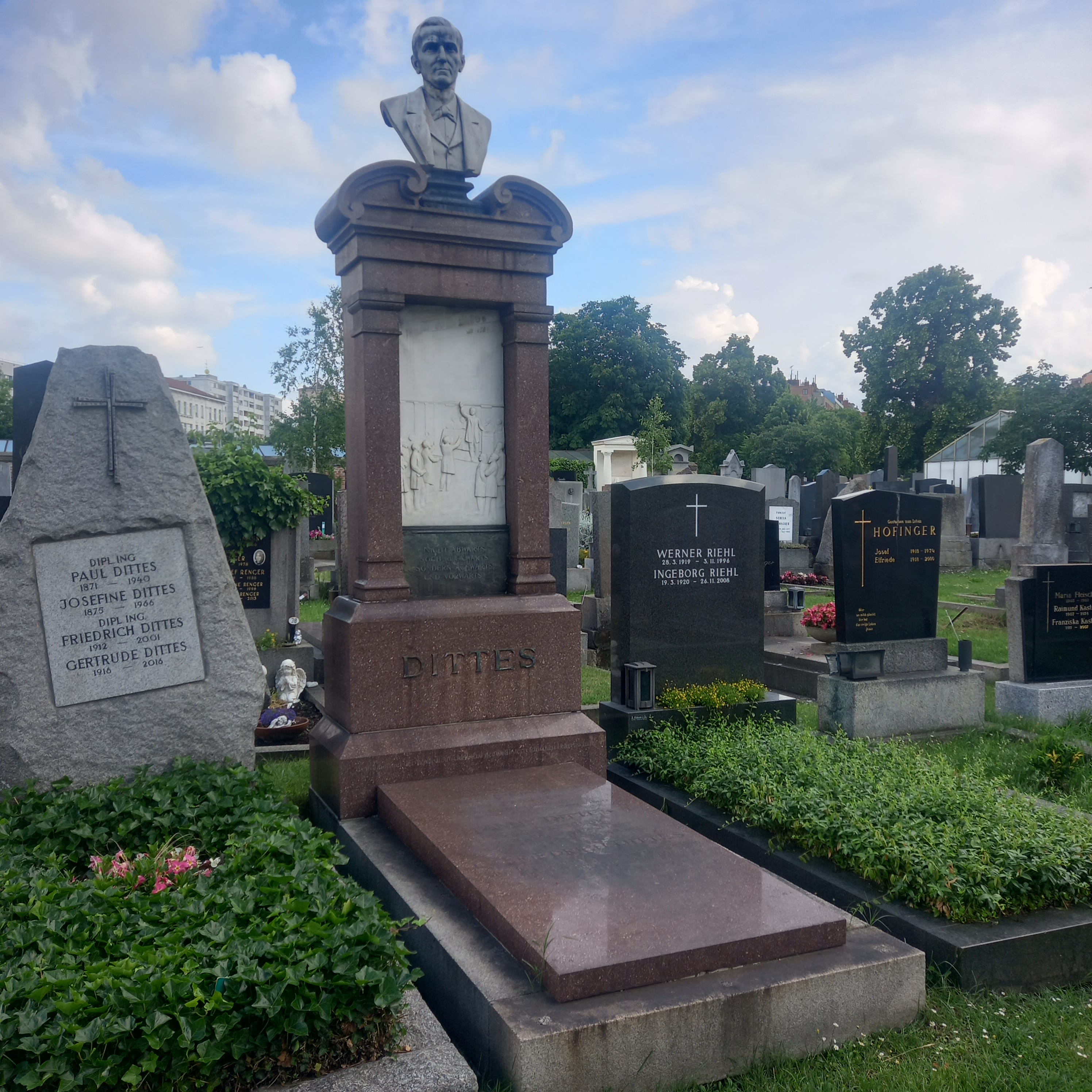
Das Grab von Friedrich Dittes und seiner Ehefrau Fanny geborene Dressler auf dem Evangelischen Friedhof Matzleinsdorf in Wien

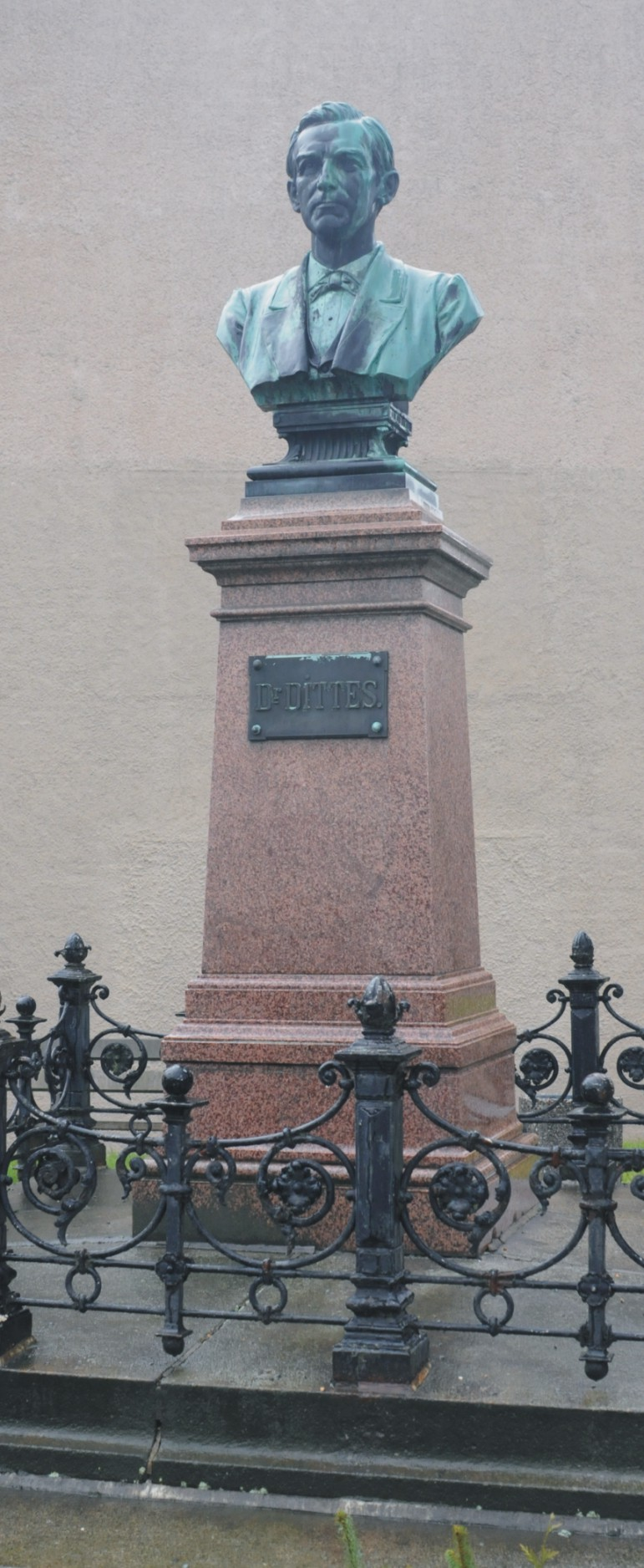
Dittes-Denkmal in seinem Geburtsort

Friedrich Dittes (* 23. September 1829 in Irfersgrün in Sachsen; † 15. Mai 1896 in Preßbaum bei Wien) war ein deutscher Pädagoge, der als Reformer des österreichischen Schulwesens auch gegen den Einfluss des Klerus auftrat.

## Leben
Friedrich Dittes besuchte von 1844 bis 1848 das Lehrerseminar in Plauen, wurde 1849 Lehrer an der Bürgerschule in Reichenbach und studierte von 1850 bis 1852 und 1858/60 Philologie, Naturwissenschaften und Pädagogik in Leipzig. Nachdem er schon 1848–51 und 1852–58 als Lehrer an verschiedenen Schulen (bspw. 1853–1857 in Plauen) gewirkt hatte, wurde er 1860 Subrektor an der Realschule und dem Gymnasium in Chemnitz, promovierte im gleichen Jahr zum Dr. phil. und trat zuerst 1864 auf dem dort gehaltenen Allgemeinen deutschen Lehrertag erfolgreich für eine Neugestaltung des sächsischen Seminar- und Schulwesens ein.
1865 wurde Dittes nach Gotha als Schulrat, Landesschulinspektor und Seminardirektor, 1868 als Direktor des städtischen Lehrerpädagogiums nach Wien berufen. Von 1870 bis 1873 Mitglied des Landesschulrats für Niederösterreich, seit 1873 Mitglied des österreichischen Reichsrats, setzte sich Dittes wiederholt auch dort mit Nachdruck und Erfolg für freisinnige Gestaltung des Kirchen- und Schulwesens ein. Die folgenden Anfeindungen seiner klerikalen Gegner veranlassten Dittes, 1881 sein Amt niederzulegen.
Dittes berief sich bei seiner Pädagogik auf die Philosophie von Friedrich Eduard Beneke und schloss sich in seinen reformatorischen Bestrebungen an Johann Heinrich Pestalozzi und Adolph Diesterweg an.
Friedrich Dittes verstarb 1896 und wurde auf dem Evangelischen Friedhof Matzleinsdorf (Gruppe 14, Nr. 4) bestattet. Am 21. Oktober 1900 wurde auf seinem Grab ein Denkmal errichtet.

## Ehrungen
Der in den 1920er Jahren in Döbling errichtete Ditteshof wurde nach ihm benannt. Auch die Dittesgasse in Währing trägt seinen Namen. Die „Dittesstraße“ und die Dittes-Schule in Zwickau, die Friedrich-Dittes-Straße in Leipzig, die Dittesstraße in Plauen, die Dittesstraße in Gotha-West, die Dittesschule in Wilkau-Haßlau, die Dittes-Grundschule und Dittesstraße in Reichenbach im Vogtland und das Berufliche Schulzentrum „Dr. Friedrich Dittes“ in Glauchau sind ebenfalls nach ihm benannt. Nach dem Pädagogen ist auch die Dittes-Grundschule und Oberschule in Plauen benannt, dem vogtländischen Ort, in dem er erstmals das Lehrerseminar in der Blücherstraße (heutigen Freiheitsstraße) besuchte.

## Schriften
- Das Ästhetische nach seinem Grundwesen und seiner pädagogischen Bedeutung (Leipzig 1854)
- Schule der Pädagogik (Leipzig 1868–1876, mehrfach aufgelegt)
- Lehrbuch der praktischen Logik (Leipzig 1871–1895, mehrfach aufgelegt)
- Geschichte der Erziehung und des Unterrichts (Leipzig 1876)
- Lehrbuch der Psychologie und Logik. Gesamtausgabe. (Wien 1874)
- Grundriß der Erziehungs- und Unterrichtslehre (Leipzig 1868)
- Lehrer-Pädagogium der Stadt Wien (Wien 1873) (Digitalisat)

## Herausgeber
- Paedagogium. Monatsschrift für Erziehung und Unterricht, Leipzig: Klinkhardt 1878–1896 (Digitalisate)